# Néjib Liman
Néjib Liman (ur. 12 czerwca 1953 w Bardau) – tunezyjski piłkarz występujący na pozycji napastnika. Uczestnik Mistrzostw Świata 1978.

## Kariera klubowa
Podczas Mistrzostw Świata 1978 reprezentował barwy klubu Stade Tunisien. Grał też w saudyjskim Al-Hilal.

## Kariera reprezentacyjna
Z reprezentacją Tunezji uczestniczył w Mistrzostw Świata 1978. Na Mundialu był rezerwowym i nie wystąpił w żadnym spotkaniu.